# Poliarnye Zori
Poliarnye Zori (en russe : Полярные Зори, littéralement « Aubes polaires ») est une ville de l'oblast de Mourmansk, en Russie. Sa population s'élevait à 14 389 habitants en 2019.

## Géographie
Poliarnye Zori est arrosée par le fleuve Niva et se trouve entre les lacs Imandra et Pinozero, dans la péninsule de Kola. Elle est située à 25 km au nord de Kandalakcha, à 180 km au sud de Mourmansk et à 1 320 km au nord de Moscou.

## Histoire
Poliarnye Zori est fondée en 1968 pour loger le personnel de la centrale nucléaire de Kola. Elle reçoit le statut de commune urbaine en 1973 puis celui de ville en 1991.

## Population
Recensements (*) ou estimations de la population
| 1979*  | 1989*  | 2002*  | 2006   | 2010*  | 2012   | 2013   |
| ------ | ------ | ------ | ------ | ------ | ------ | ------ |
| 11 409 | 19 428 | 15 810 | 15 711 | 15 096 | 14 982 | 15 005 |

| 2014   | 2015   | 2016   | 2017   | 2018   | 2019   | - |
| ------ | ------ | ------ | ------ | ------ | ------ | - |
| 14 936 | 14 853 | 14 794 | 14 644 | 14 421 | 14 389 | - |

## Culte
- Église orthodoxe de la Trinité (éparchie de Mourmansk).

## Dans la culture
La ville est au centre du roman Métro 2035 de Dmitri Gloukhovski.